# Schriftsässigkeit
Schriftsässigkeit, auch (kanzlei-)schriftsässig, ist die frühere Bezeichnung für Grundherrschaften (wie zum Beispiel Rittergüter), deren Besitzer unter den oberen Landesgerichten als erste Instanz in Rechtsstreitigkeiten standen. Im Gegensatz hierzu gab es amtssässige Dörfer und Rittergüter (Amtssassen), die das Amt, in dessen Bereich sie lagen, als erste Instanz anzuerkennen hatten. Mittelbare Amtsdörfer waren adelige und klösterliche Amtsdörfer. Die Schriftsässigkeit war an das Gut und nicht an die Person des Grundherrn gebunden.
Das Deutsche Rechtswörterbuch erläutert, „dem Landesherren immediat, unmittelbar unterstellt“ und betont „das Privileg der Schriftsässigkeit haftet an Grund und Boden“. Dieser Begriff sei schon im Jahr 1657 verwendet worden. Johann Christoph Adelung definiert in seinem Grammatisch-Kritischen Wörterbuch der Hochdeutschen Mundart: „auf Schrift sitzend, d. i. dem Lehens- und Landesherren und dessen Kanzelley unmittelbar unterworfen; kanzelleysässig, zum Unterschiede von dem amtssässig. Ein schriftsässiger Edelmann. Schriftsässige Güter.“
Im Kurfürstentum Sachsen, so Axel Flügel in Bürgerliche Rittergüter, sei der Unterschied zwischen Schriftsässigkeit und Amtssässigkeit unter den Rittergütern durch „eine unterschiedliche Nähe zum Landesherrn“ gekennzeichnet gewesen. Diese hätte sowohl eine rechtliche wie eine symbolische Bedeutung gehabt. Die Differenzierung sei auf die im 15. Jahrhundert begonnene Entwicklung der Ämterverfassung zurückzuführen. Schriftsassen hätten den oberen Landesbehörden unmittelbar unterstanden. Mit ihnen hätten sie den Schriftverkehr direkt führen können und „saßen“ somit auf der Kanzleischrift der Landesherren. Für die Amtssassen sei das von einem Amtmann geleitete örtlich zuständige Amt die Instanz gewesen, an die sie sich zu wenden gehabt hätten. Die Unterscheidung zwischen Schriftsässigkeit und Amtssässigkeit habe nicht nur für Rittergüter gegolten, sondern auch für Städte und Dörfer. Auch „als rein personale Qualität“ sei die Schriftsässigkeit vorgekommen.
Bei schriftsässigen Rittergütern ist zudem noch in altschriftsässig und neuschriftsässig unterschieden worden. Letztere erhielten ihre Schriftsässigkeit erst nach 1661. Wesentlichster Unterschied war, dass letztere im 18. Jahrhundert Reise- und Unterhaltskosten für eine Teilnahme bei den Sächsischen Landständen nicht mehr zu erstatten berechtigt waren.